# Egilsfjall
Egilsfjall är ett berg i Färöarna (Kungariket Danmark).   Det ligger i sýslan Streymoyar sýsla, i den norra delen av landet, 22 km nordväst om huvudstaden Tórshavn. Toppen på Egilsfjall är 245 meter över havet. Egilsfjall ligger på ön Streymoy.
Terrängen runt Egilsfjall är kuperad.  Närmaste större samhälle är Hoyvík, 19,6 km sydost om Egilsfjall. 